# 布里姆斯頓峰
75°48′S 158°33′E / 75.800°S 158.550°E
布里姆斯頓峰（英語：Brimstone Peak），是南極洲的山峰，位於維多利亞地，處於奧特波斯特冰原島峰和里克山之間，屬於阿爾伯特親王山脈的一部分，海拔高度2,340米，現時由南極條約體系管理。